# Otto Gross

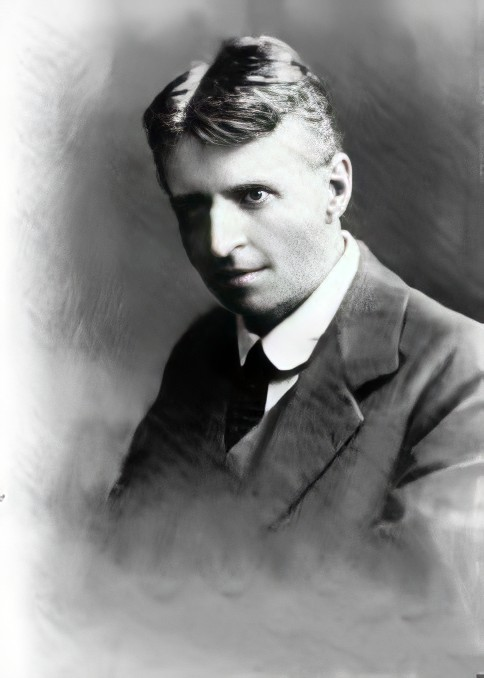
Otto Gross

Otto Hans Adolf Gross (* 17. März 1877 in Gniebing bei Feldbach, Steiermark; † 13. Februar 1920 in Berlin) war ein österreichischer Mediziner, Psychiater, Psychoanalytiker und Revolutionär.

## Leben
Otto Gross war das einzige Kind des namhaften österreichischen Juristen Hans Gross und seiner Ehefrau Adele, geborene Raymann. Seine ersten vier Lebensjahre verbrachte er in seinem Geburtsort. Ab 1881 wuchs er in Graz auf, wo sein Vater an der Universität wirkte. Otto besuchte Privatschulen und erhielt Unterricht durch Privatlehrer.
Nach der Matura 1894 am 2. k.u.k. Staatsgymnasium in Graz studierte Otto Gross an der Universität Graz zunächst Zoologie und Botanik, bald aber, auf Wunsch seines Vaters, Medizin. Im Sommersemester 1897 wechselte er an die Universität München. Anschließend studierte er gleichzeitig an den Universitäten Straßburg und Graz. In Graz wurde er 1899 zum Dr. med. promoviert. 1905 reichte Gross dort seine Habilitationsschrift ein. Als Privatdozent für das Fach Psychopathologie hielt er im Wintersemester 1906/07 eine Vorlesung Über die Freud’sche Ideogenitätslehre, die er zu einem Buch ausarbeitete.
1900 heuerte er als Schiffsarzt bei der Hamburger Deutschen Dampfschiffahrtsgesellschaft Kosmos an, deren Schiffe nach Südamerika fuhren. Auf diesen Fahrten nahm Otto Gross zum ersten Mal Kokain – seine Abhängigkeit begann. Nach der Rückkehr arbeitete er von 1901 bis 1902 als psychiatrischer Volontär- und Assistenzarzt bei von Gudden in München und bei Gabriel Anton in Graz. Wegen seiner Drogenabhängigkeit ließ er sich 1902 in der Psychiatrischen Klinik Burghölzli in Zürich von Eugen Bleuler behandeln.
1903 heiratete Otto Gross Frieda Schloffer, eine Nichte des Philosophen Alois Riehl. Das Ehepaar reiste 1906 nach Ascona, wo Otto Gross in der Naturheilanstalt auf dem Monte Verità einen erneuten Entzug versuchte. Dort stellte er jenes Gift bereit, mit dem sich die Siedlerin Paulette Charlotte Hattemer das Leben nahm. In Ascona lernte er auch Erich Mühsam und Johannes Nohl kennen, die seine weitere Entwicklung beeinflussten. Am 1. September 1906 zog das Ehepaar nach München, und Otto Gross arbeitete als Assistenzarzt bei Emil Kraepelin. Hier kam es zur Bekanntschaft mit Johannes R. Becher als Patient.
Während der Zeit in München hatte Gross intensive Kontakte zur Münchner Anarchistenszene und zur Schwabinger Bohème. Über Einladungen seiner Frau kamen auch Else Jaffé, geb. von Richthofen, mit der sie gemeinsam im Internat gewesen war, und ihre Schwester Frieda Weekley, geb. von Richthofen nach München. Mit beiden Richthofen-Schwestern unterhielt Gross intime Beziehungen. Anfang 1907 wurde der eheliche Sohn Wolfgang Peter von Frieda Gross geboren und am Jahresende der außereheliche Sohn Peter. Die Mutter Else Jaffé und ihr damaliger Ehemann Edgar Jaffé adoptierten das Kind. 1908 wurde in München von Regina Ullmann Gross’ außereheliche Tochter Camilla Ullmann geboren.
Am 26. und 27. April 1908 fand in Salzburg der 1. Psychoanalytische Kongress statt. Hier kam es zu einem wenig beachteten, aber folgenschweren Konflikt: Otto Gross, der sich als einer von wenigen Psychiatern schon seit Jahren öffentlich für Sigmund Freuds Lehre eingesetzt hatte, wollte in einem Vortrag gesellschaftspolitische Schlussfolgerungen aus ihr ziehen. Freud, der sich kurz zuvor in seiner Schrift Die ‚kulturelle‘ Sexualmoral und die moderne Nervosität konträr geäußert hatte, setzte dem entgegen, dass dies nicht Aufgabe von Ärzten sei, und sorgte dafür, dass Gross aus der Psychoanalyse gedrängt und aus ihren Annalen getilgt wurde. Einen ähnlich gelagerten Fall gab es in der Psychoanalyse nur noch einmal: den Ausschluss Wilhelm Reichs 1934.
Am 6. Mai 1908 begab sich Gross in eine Behandlung am „Burghölzli“ in Zürich, die aus einer Entziehungskur und einer Analyse bei Carl Gustav Jung bestehen sollte. Am 17. Juni 1908 brach er sie ab, indem er aus der Klinik floh. Jung diagnostizierte im Nachhinein eine Dementia praecox.
Gerne reiste Otto Gross in diesen Jahren mit seiner Ehefrau Frieda, aber auch mit anderen Frauen auf verschiedenste kroatische Inseln, am liebsten nach Rab. Hier, wo sich seit etwa 1900 die Freikörperkultur entwickelte und sich Künstler und Freigeister niederließen, konnte er sich ungestört seiner Drogensucht widmen und ein extrem freizügiges, ungezähmtes Leben führen. 1910 kam er mehrmals auch mit seiner neuen Lebensgefährtin Sophie Benz nach Rab.
Gross’ Geliebte und Patientin Sophie Benz, die auch eine enge Beziehung zu Leonhard Frank hatte, wurde im Oktober 1909 von Gross schwanger, erkrankte 1910 an einer Psychose und nahm sich am 3. März 1911 in Ascona das Leben. Frank hat diese Dreiecksgeschichte im Kontext der Münchener Bohème ausführlich im zweiten Teil seines autobiografischen Romans Links, wo das Herz ist verarbeitet. Anders als Sophie, die im Roman unter diesem Namen auftritt, wird Otto Gross als „Dr. Kreuz“ dargestellt und Frank selber nannte sich Michael Vierkant. Von Frank, der erst am 3. Oktober 1911 von Sophies Tod erfuhr, „existiert eine […] Lithografie mit einer Person am Kreuz, die sowohl Otto Gross als auch Leonhard Frank darstellen könnte. Sie gibt Anlass zu der Überlegung, dass Leonhard Frank den Namen „Dr. Kreuz“ in seinem Roman ganz bewusst für den Mann ausgewählt hat, der ihm in seinen jungen Künstlerjahren das größte Leid zugefügt hat.“
Nach dem Tod von Sophie Benz begab sich Otto Gross am 6. März 1911 zur Behandlung in die Anstalt Casvegno in Mendrisio (Schweiz). Am 28. März 1911 wechselte er mit einer Überweisung in die Wiener Anstalt „Am Steinhof“. 1912 erfolgte eine steckbriefliche Fahndung wegen Mordes und Beihilfe zum Selbstmord, weil er zwei Damen der Berliner Gesellschaft, die Suizid verüben wollten, Gift verschafft hatte. Im Februar 1913 ging Gross nach Berlin, wo er sich der Gruppe um Franz Pfemfert, den Herausgeber der Aktion, anschloss und Quartier bei Franz Jung in Wilmersdorf fand. Am 9. November 1913 wurde er hier mit der Beschuldigung, ein gefährlicher Anarchist zu sein, verhaftet und aus dem preußischen Staatsgebiet ausgewiesen. An der österreichischen Grenze nahm der Vater Hans Gross seinen Sohn in Empfang und veranlasste dessen Einweisung in die Privat-Irrenanstalt Tulln bei Wien. Verhaftung, Abschiebung und anschließende Einweisung in die Anstalt veranlassten Jung, Pfemfert und Mühsam zu einer internationalen Pressekampagne mit dem Ziel, Gross zu befreien.
1914 wurde gegen ihn wegen Wahnsinns mit Genehmigung des k.u.k. Landesgerichtes vom Bezirksgericht Graz eine Kuratel beschlossen und der Vater zum Kurator eingesetzt. Er sorgte sogleich dafür, dass sein Sohn in die Landesirrenanstalt Troppau in Schlesien verlegt wurde. Hier begann Otto Gross gegen seine Entmündigung anzukämpfen, verfasste mehrere Gesuche um neuerliche Untersuchung und Begutachtung seines Geisteszustandes und erreichte schließlich, dass er am 8. Juli 1914 als genesen entlassen wurde. Am nächsten Tag übernahm Wilhelm Stekel in einem Sanatorium in Bad Ischl die Nachbehandlung. In der Klinik lernte Gross die Pflegerin Nina Kuh (1897–1955) kennen und in Wien auch Marianne Kuh (1893–1948), die Schwestern des Schriftstellers Anton Kuh.
1915 konnte er kurz am Epidemie- und Barackenspital des Komitats Ungvar tätig werden, arbeitete danach als landsturmwilliger Zivilarzt und anschließend als Landsturmassistenzarzt am k.u.k. Epidemiespital Vinkovci in Slawonien. Nachdem 1915 Gross’ Vater gestorben war, wurde Anton Rintelen zu seinem Vormund bestellt, wogegen sich Gross juristisch wehrte.
Ab 1915 war Gross Mitarbeiter der Zeitschrift Die freie Straße, zu der auch Max Herrmann-Neiße, Franz Jung, Richard Oehring, Georg Schrimpf, Oskar Maria Graf und Elsa Schiemann beitrugen.
1916 wurde seine nichteheliche Tochter Sophie Kuh († 2021) von Marianne Kuh geboren. Wegen seiner wiederholten Rückfälle in die Drogenabhängigkeit stellte das Militär im Mai 1917 Otto Gross schließlich dienst- und landsturmuntauglich. 1917 war er in Prag – gemeinsam mit Franz Kafka, Franz Werfel und Anton Kuh – zu Gast bei Max Brod. Sie diskutierten die Herausgabe einer Zeitschrift mit dem Titel Blätter zur Bekämpfung des Machtwillens. Im September 1917 wurde auch die Kuratel (die wegen Verschwendung und gewohnheitsmäßigen Gebrauchs von Nervengiften angeordnet worden war) aufgehoben, aber ab Dezember desselben Jahres in beschränkter Form erneut eingerichtet.
Im selben Jahr lieferte Gross Beiträge für die Zeitschriften Die Erde und Das Forum, und er wechselte seine Wohnorte zwischen Graz, Wien und München. Im Oktober 1919 zog er nach Berlin, wo er bei Cläre und Franz Jung in Friedenau wohnte. Am 11. Februar 1920 wurde der erkrankte und unter Entzugssymptomen leidende Otto Gross in einem Durchgang zu einem Lagerhaus von Freunden – auch von Hans Walter Gruhle – aufgefunden und in eine Klinik nach Pankow gebracht, wo er zwei Tage später starb. Franz Jung kommentierte:
„So ist er auch dann schnell gestorben, nicht im Kompromiß, wie es fast zu erwarten war, nein, losgelöst von allen Menschen, die ihn bisher umgeben hatten, in einem riesenhaften Aufschwung von Schöpfer- und Denkkraft, die Leute begannen gerade zu ahnen, wer dieser Gross eigentlich war …“

## Rezeption

### Literarische Verarbeitung der Person
Gross’ Werk, Aktivitäten und vor allem seine persönliche Lebensart – alles zusammen hatte innerhalb der Literaturszene, in der er sich bewegte, eine Wirkung auf entstehende Werke. Schon um 1904 nahm Frank Wedekind für die Figur des Karl Hetmann im Schauspiel Hidalla die Person Otto Gross zum Vorbild. Und insbesondere Franz Werfel entwickelte in drei seiner Werke einzelne Figuren nach Otto Gross:
- Im Roman Die schwarze Messe nehmen Gross’ Ableitung der sexuellen Scham aus dem Geiste des theokratischen Monotheismus und die Niederlage des Weiblichen durch den Prophetismus zentrale Positionen ein. Es sind jene Positionen, die von einem kokainsüchtigen Gelehrten in einer Doppelrolle als Prophet und als Seelenmagier vertreten werden.[12]
- In der Tragödie Schweiger, die von einem psychotischen Uhrmacher handelt, war Otto Gross für den Gehilfen Grund, der dem Psychiater Viereck assistiert, das Modell gewesen. Allerdings wurde nach der Uraufführung am 6. Januar 1923 auch die Mutmaßung geäußert, dass Gross ebenso für den Protagonisten Schweiger ein Vorbild gewesen sein könnte.[13]
- Und für die Figur des Gebhardt im Roman Barbara oder die Frömmigkeit hat Werfel ebenfalls Gross zum Vorbild genommen: Dieser Gebhardt hat als Privatdozent der Psychiatrie an einer österreichischen Universität eine Arbeit über die Bewegung der Adamiten im Mittelalter verfasst.[14]
- Der Film Eine dunkle Begierde (2011), basierend auf dem Theaterstück „Die Methode“ (Originaltitel: The Talking Cure), thematisiert Gross’ Treffen mit C. G. Jung in „Burghölzli“. Gross wird dargestellt von Vincent Cassel.[15]
- Der Film Monte Verità – Der Rausch der Freiheit (2021) thematisiert Gross’ Aufenthalt auf dem Monte Verità im Jahr 1906. Gross wird gespielt von Max Hubacher.

Weniger zu einer direkten Verarbeitung der Person, sondern mehr zu einer atmosphärischen Beeinflussung kam es bei Franz Kafka, der Otto Gross bei einer nächtlichen Eisenbahnfahrt von Budapest nach Prag im Juli 1917 kennenlernte: Im fragmentarischen Roman Das Schloss tauchen Realitätspartikel auf, die tatsächlich auf Orte und Personen bezogen sind, und zu denen Klaus Wagenbach in diesem Kontext schreibt: „Und schließlich, sehr deutlich, der ‚Herrenhof‘, gleichzeitig ein Café in Wien (von den Literaten auch ‚Hurenhof‘ genannt), in dem sich Ernst Polak mit Franz Werfel, Otto Pick, Egon Erwin Kisch und Otto Groß (sic!) zu treffen pflegte.“

### Rezeption der Schriften
Zu Lebzeiten hatte Gross in deutschsprachigen Ländern eine intensive Rezeption, die sich auf seine Schriften und sein gesellschaftspolitisches Wirken erstreckte. Eine hohe Aufmerksamkeit erlangte die Auseinandersetzung zwischen Vater und Sohn, die eine solidarische Aktion seiner Freunde auslöste.
Nach seinem Tode geriet Otto Gross jedoch in Vergessenheit. Grund dafür war in erster Linie eine Damnatio memoriae, die Sigmund Freud über ihn verhängte, weil Gross eine Anwendung psychoanalytischer Erkenntnisse auf gesellschaftliche Probleme gefordert hatte. Gerhard M. Dienes, Kurator der Grazer Ausstellung Die Gesetze des Vaters, kommentiert zusammenfassend das organisierte Vergessen:
„Otto Gross gehörte dem Kreis von Freuds abgefallenen Schülern an. Er stellte nicht die Sexualität, sondern deren Konfliktsmodelle (sic!) in das Zentrum der Psychoanalyse. Er war es, der die gesellschaftliche und politische Bedeutung der Psychoanalyse lange vor Wilhelm Reich in den Vordergrund gestellt hat. Er war der erste Gesellschaftskritiker unter den Psychoanalytikern.“
Aber auch Anarchisten und Literaten, die zu Gross’ Lebzeiten mit ihm in Kontakt standen, diskutierten seine Ideen nicht weiter. Eine von Franz Jung für 1923 geplante Ausgabe gesammelter Schriften kam nicht zustande.
Ein halbes Jahrhundert später traf es den Berliner Antiquar Hansjörg Viesel „wie ein Schlag“, als er nach vielen Jahren gründlicher Befassung mit der Geschichte des Anarchismus ausgerechnet in einem Buch von Carl Schmitt das erste Mal auf den Namen Otto Gross stieß:
„Jede Souveränität handelt, als wäre sie unfehlbar, jede Regierung ist absolut – ein Satz, den ein Anarchist, wenn auch aus ganz anderer Absicht, wortwörtlich ebenso hätte aussprechen können... Alle anarchistischen Lehren, von Babeuf bis Bakunin, Kropotkin und Otto Groß (sic!), drehen sich um das eine Axiom: le peuple est bon et le magistrat corruptible.“
Viesels Fund war der Anlass zur Wiederentdeckung von Otto Gross im deutschsprachigen Raum. Zusammen mit Hans Dieter Heilmann projektierte er eine zweibändige kommentierte Werkausgabe der Schriften von Otto Gross, die 1973 beim anarchistischen Karin Kramer Verlag erscheinen sollte. Auch sie kam nicht zustande. Erst nachdem Martin Greens Else und Frieda (1976) und Emanuel Hurwitz’ Gross-Monographie (1979) den Autor aus der Vergessenheit geholt hatten, konnte das Projekt – in reduzierter Form – verwirklicht werden: 1980 erschienen schließlich die 1923 von Franz Jung ausgewählten Schriften auf ca. 100 Seiten plus Anhang.

### Otto Gross Gesellschaft
Aus der allmählichen Neuentdeckung des Werkes und der Person resultierte schließlich im Jahre 1999 in Berlin die Gründung der Otto Gross Gesellschaft. Ihre satzungsgemäße Aufgabe ist es, das Werk von Otto Gross zu erforschen. Dabei soll auch der Fragestellung nachgegangen werden, welche Gründe in den Jahrzehnten nach Gross’ Tod seiner Rezeption widerstanden. Seit ihrer Gründung veranstaltete die Gesellschaft bisher (2009) sieben Kongresse, deren Ergebnisse ausführlich dokumentiert und publiziert wurden. Sophie Templer-Kuh (1916–2021), die Tochter des Psychoanalytikers und Anarchisten Otto Gross, war Ehrenvorsitzende der Internationalen Otto Gross Gesellschaft e. V.

### Ausstellung
Zur Rezeption im 21. Jahrhundert zählt auch die Ausstellung Die Gesetze des Vaters im Stadtmuseum Graz vom 4. Oktober 2003 bis 9. Februar 2004. Die Stadt trug im Jahr 2003 den Titel Kulturhauptstadt Europas: In dieser Ausstellung stand das Grazer Vater-Sohn-Paar Hans und Otto Gross im Mittelpunkt problematischer Identitätsansprüche, wobei die dem Thema hinzugefügten Personen Sigmund Freud und Franz Kafka beide Protagonisten und deren Werke kannten. Wie zu einem Leitbild fasst der Grazer Stadtrat Christian Buchmann die Intention der Ausstellung in einem Satz zusammen:
„Der Konflikt, den Hans und Otto Gross austrugen, wird zum Pars pro Toto (sic!) für den Konflikt des Eigenen und des Fremden, für den Umgang mit Fremdheit im Inneren von Individuum und Politik sowie für die Bedeutung von Vater-Sohn-Rivalitäten im Politischen.“

## Schriften
Die mit (*) gekennzeichneten Titel sind enthalten in dem Sammelband: Kurt Kreiler (Hrsg.): Otto Gross. Von geschlechtlicher Not zur sozialen Katastrophe. Mit einem Textanhang von Franz Jung. Robinson, Frankfurt am Main 1980, ISBN 3-88592-005-0 (Neuausgabe: Nautilus, Hamburg 2000, ISBN 3-89401-357-5).

- 1901 Compendium der Pharmako-Therapie für Polikliniker und junge Ärzte. Vogel, Leipzig.
- 1901 Zu den cardiorenalen Theorien. In: Wiener klinische Wochenschrift. 14, S. 47–48.
- 1901 Zur Frage der socialen Hemmungsvorstellungen. In: Archiv für Kriminal-Anthropologie und Kriminalistik. 7, S. 123–131.
- 1902 Die cerebrale Sekundärfunction. Vogel, Leipzig.
- 1902 Zur Phyllogenese der Ethik. In: Archiv für Kriminal-Anthropologie und Kriminalistik. 9, S. 101–103.
- 1902 Über Vorstellungszerfall. In: Monatsschrift für Psychiatrie und Neurologie. 11, S. 205–212.
- 1902 Die Affektlage der Ablehnung. In: Monatsschrift für Psychiatrie und Neurologie. 12, S. 359–370.
- 1903 Beitrag zur Pathologie des Negativismus. In: Psychiatrisch-neurologische Wochenschrift. 26, S. 269–273.
- 1903 Über die Pathogenese des spezifischen Wahns bei Paralytikern. In: Neurologisches Zentralblatt. 17, S. 843–844.
- 1904 Ein Todesfall infolge von latentem Aneurysma arteriae vertebralis. In: Wiener klinische Wochenschrift. 17, S. 105–07.
- 1904 Zur Differentialdiagnostik negativistischer Phänomene. In: Psychiatrisch-neurologische Wochenschrift. 37, S. 345–53, 357-63.
- 1904 Über Bewußtseinszerfall. In: Monatsschrift für Psychiatrie und Neurologie. 15, S. 45–51.
- 1904 Die Biologie des Sprachapparates. In: Allgemeine Zeitschrift für Psychiatrie und ihre Grenzgebiete. 61, S. 795–835.
- 1904 Zur Nomenclatur „Dementia sejunctiva“. In: Neurologisches Zentralblatt. 23, S. 1144–46.
- 1907 Das Freud’sche Ideogenitätsmoment und seine Bedeutung im manisch-depressiven Irresein Kraepelins. Vogel, Leipzig.
- 1908 Die cerebrale Sekundärfunktion. Autoreferat. In: Compte rendu des travaux du 1er Congrès International de Psychiatrie, de Neurologie, de Psychologie et de l'Alliance des aliénés tenu à Amsterdam du 2 à 7 Septembre 1907. Bussy, Amsterdam, S. 593–97.
- 1908 [Diskussionsbeiträge]. In: Compte rendu des travaux du 1er Congrès International de Psychiatrie, de Neurologie, de Psychologie et de l'Alliance des aliénés tenu à Amsterdam du 2 à 7 Septembre 1907. Bussy, Amsterdam, S. 298, 598–599.
- 1908 Elterngewalt. In: Maximilian Harden (Hrsg.): Die Zukunft. 65, S. 78–80.
- 1909 Über psychopathische Minderwertigkeiten. Braumüller, Wien/Leipzig (Neuausgabe: VDM Verlag Dr. Müller, 2006, ISBN 3-8364-0127-4).
- 1913 Zur Überwindung der kulturellen Krise. In: Franz Pfemfert (Hrsg.): Die Aktion. 3, Sp. 384–387, (April). (*)
- 1913 Ludwig Rubiners „Psychoanalyse“. In: Die Aktion. 3, Sp. 506–507.
- 1913 Die Psychoanalyse oder wir Kliniker. In: Die Aktion. 3, Sp. 632–634.
- 1913 Die Einwirkung der Allgemeinheit auf das Individuum. In: Die Aktion. 3, Sp. 1091–1095, (November). (*)
- 1913 Anmerkungen zu einer neuen Ethik. In: Die Aktion. 3, Sp. 1141–1143, (Dezember). (*)
- 1913 Notiz über Beziehungen. In: Die Aktion. 3, Sp. 1180–1181, (Dezember). (*)
- 1914 Der Fall Otto Groß. Brief an Maximilian Harden. In: Die Zukunft. 86, S. 304–306, (7. März). (*)
- 1914 Über Destruktionssymbolik. In: Zentralblatt für Psychoanalyse und Psychotherapie. 4, S. 525–534.
- 1915 Beitrag zur Kasuistik posttyphöser Systemaffektionen. In: Wiener klinische Wochenschrift. 28, S. 1429–30.
- 1916 Bemerkung (mit Franz Jung). In: Die freie Straße. 4, S. 2.
- 1916 Vom Konflikt des Eigenen und Fremden. In: Die freie Straße. 4, S. 3–5. (*)
- 1919 Orientierung der Geistigen. In: Sowjet. 1, Nr. 5, S. 1–5. (*)
- 1919 Die kommunistische Grundidee in der Paradiessymbolik. In: Sowjet. 1, S. 12–27. (*)
- 1919 Zum Problem: Parlamentarismus. In: Die Erde. 1, 22./23. Heft, S. 639–642. (*)
- 1919 Protest und Moral im Unbewußten. In: Die Erde. 1, 24. Heft, S. 681–685. (*)
- 1919 Zur funktionellen Geistesbildung des Revolutionärs. In: Räte-Zeitung. 1, Nr. 52 Beilage, S. 3–20. (*)
- 1920 Drei Aufsätze über den inneren Konflikt (I: Über Konflikt und Beziehung (*); II. Über Einsamkeit; III. Beitrag zum Problem des Wahnes. Auszug: Zwei Fallstudien. (*)) In: Abhandlungen aus dem Gebiete der Sexualforschung. Band II, 3 (1920).
- 1920 Zur neuerlichen Vorarbeit: Vom Unterricht. In: Das Forum. 4, S. 315–320. (*)